# Буркард III фон Шарцфелд-Лаутерберг
Буркард III фон Шарцфелд-Лаутерберг (на немски: Burchard III Graf von Scharzfeld und Lauterberg; † между 18 май 1230 и 28 май 1233) е граф на Шарцфелд-Лаутерберг в Харц, господар на господство Шарцфелд (днес част от Херцберг в Харц) и фогт на Пьолде (днес част от Херцберг).

## Произход и управление
Той е вторият син (от 6 деца) граф Буркард фон Шарцфелд-Лаутерберг († 25 февруари 1225) и първата му съпруга графиня Адела фон Глайхен († 19 октомври 1224), дъщеря на граф Ернст III фон Глайхен († сл. 1228) и Берта фон Лора († сл. 1211). Внук е на граф Зигебодо фон Шарцфелд-Лаутерберг († сл. 4 ноември 1192) и правнук на граф Зигебодо фон Шарцфелд († сл. 3 август 1157) от род Регинбодони. Роднина е на Хайнрих фон Бракел († сл. 1248), електор на Падерборн, Йохан I фон Бракел († 1260), епископ на Хилдесхайм (1257 – 1260), и на Кристиан I фон Бух († 1183), архиепископ на Майнц (1160 – 1161, 1165 – 1183), ерцканцлер на Свещената Римска империя (1165 – 1183).
Брат е на граф Буркард Албус 'Мъдрия' фон Шарцфелд-Лаутерберг († сл. 1267) и Буркард Струво (Криспус) фон Шарцфелд-Лаутерберг († сл. 1267).
Баща му се жени втори път пр. 21 януари 1222 г. за Аделхайд фон Цигенхайн († сл. 26 февруари 1226) и има с нея два сина, Херман фон Шарцфелд († сл. 1271), домхер в Майнц и Вюрцбург, и Зигебодо фон Шарцфелд († сл. 1265).
През 1183 г. граф Зигебодо II от Шарцфелд построява замък Лутерберг в Бад Лаутерберг в Харц. През 1415 г. замъкът Лутерберг е напълно разрушен заради конфликт между херцога фон Грубенхаген и графовете фон Хонщайн и до днес не е отново построен. Родът изчезва през 1300 г. и замъкът Шарцфелд отива на Княжество Грубенхаген и на графовете фон Хонщайн и след тяхното измиране през 1593 г. отива обратно на фамилията Грубенхаген.

## Фамилия
Буркард III фон Шарцфелд-Лаутерберг се жени за графиня Адела фон Еверщайн († сл. 5 май 1233), дъщеря на граф Албрехт IV фон Еверщайн (* 1170; † 19 септември 1214) и втората му съпруга Агнес Баварска фон Вителсбах (* ок. 1149; † сл. 1219), вдовица на вилдграф Герхард I фон Кирбург († сл. 1198), дъщеря на пфалцграф Ото VII фон Вителсбах († 1189) и Бенедикта фон Вьорт († 1182). Те имат шест сина:
- Буркард фон Шарцфелд († сл. 1275), има седем сина
- Ернст фон Шарцфелд († сл. 1335)
- Херман фон Шарцфелд († сл. 1230)
- Хайденрайх фон Шарцфелд († сл. 1286)
- Буркард фон Шарцфелд († сл. 1251)
- Зигебодо фон Шарцфелд († сл. 1275)